# EU Navfor Med
L'EU Navfor Med o Operació Sofia és una operació militar amb la qual la Unió Europea (UE) pretén desmantellar les xarxes de tràfic d'immigrants a través del Mar Mediterrani. Els ministres d'Afers exteriors de la UE van aprovar el 22 de juny de 2015 la primera fase de la missió que consisteix a intercanviar informació i patrullar en alta mar per detectar als traficants. Aquesta fase no implica accions que necessitin un mandat de l'Organització de les Nacions Unides (ONU) ni el consentiment de les autoritats de Líbia, país del que salpen majoritàriament les embarcacions que utilitzen les màfies de tràfic de persones a la Mediterrània. EU NAvfor Med està composta de dues altres fases que, de moment, no han estat validades pels ministres.
EU Navfor Med (en referència al seu caràcter naval i a la localització mediterrània), tindrà les seves casernes generals a Roma i serà comandada pel contraalmirall Enrico Credendino. Aquesta operació se sumarà a les cinc missions militars que la UE ja ha desenvolupat en diferents punts d'Àfrica i Europa. El projecte és un dels més arriscats que ha plantejat la Política comuna de seguretat i defensa de la Unió Europea.
L'operació es llançarà amb una durada inicial de 14 mesos i un pressupost de 12 milions d'euros aproximadament. S'espera que participin almenys 10 Estats membres de la UE. A més, com a part de la intel·ligència militar per combatre les màfies traficants, la UE preveu oferir un paper a l'Organització del Tractat de l'Atlàntic Nord (OTAN) en aquesta operació.

## Context
La iniciativa respon al mandat atorgat a l'abril de 2015 al Servei Europeu d'Acció Exterior pels caps d'Estat i de Govern dels Estats membres de la Unió Europea per desenvolupar una missió militar que tracti de contenir la sortida d'estrangers des dels ports libis, un país que serveix de punt de partida de bona part dels fluxos que provenen d'Orient Pròxim i Àfrica. En 2014 van ser rescatades 170.000 persones a la Mediterrània, una xifra rècord.
L'absència d'Estat a Líbia, l'armament del que disposen les milícies de la zona i la creixent influència d'Estat Islàmic amenacen la seguretat de la missió.

## Fases
Es preveuen tres fases:
- Primera: Consisteix a identificar les xarxes de traficants, recaptar informació i patrullar aigües internacionals.
- Segona: Els efectius militars buscaran i requisaran els vaixells trobats a alta mar sospitosos d'usar-se per traslladar a estrangers a Europa. Al final d'aquesta fase, ja amb mandat del Govern libi o del Consell de Seguretat de Nacions Unides, es podria fer aquesta mateixa activitat, però en aigües territorials líbies.
- Tercera: Es podrien emprar tots els mitjans necessaris per inhabilitar els vaixells.

## Desenvolupament
L'Alt representant de la Unió Europea per a Afers exteriors i Política de Seguretat, Federica Mogherini, ha descartat qualsevol tipus de presència militar terrestre europea a Líbia. No obstant això, el document de gestió de crisi elaborat pel servei diplomàtic europeu, preveu algun tipus de personal en terra per poder destruir els vaixells.

## Actius
S'han implementat diversos actius:
- Itàlia: vaixell insígnia Portavions Garibaldi
- Bèlgica: Fragata classe Karel Doorman Leopold I
- França: Fragata classe La Fayette FS Courbet
- Alemanya: Corbeta classe Braunschweig Ludwigshafen am Rhein & classe Berlin Frankfurt am Main[10]
- Portugal: Avió de patrulla marítima P-3C Orion
- Eslovènia: Patruller classe Svetlyak SNS Triglav
- Espanya: Fragata classe Santa María ESPS Numancia[11]
- Regne Unit: Fragata Tipus 23 HMS Richmond & vaixell de rescat classe Echo HMS Enterprise[12]
- Irlanda: Patruller classe Róisín LÉ Niamh (P52)[13]
- Polònia: Avió de reconeixement PZL M28B

### Històric
- Alemanya: Classe Berlin Berlin
- Espanya: Fragata classe Santa María ESPS Canarias

## Crítiques
La Cambra dels Lords del Regne Unit ha assenyalat en un informe que afirma que aquest tipus d'operacions de recerca i rescat actuen com un "imant per als immigrants i facilita la tasca dels contrabandistes, que només necessiten els seus vaixells per arribar a alta mar" tenien certa validesa.
També la guàrdia costanera líbia ha advertit que l'"Operació Sophia" de l'UE augmenta el tràfic de migrants, explicant que "les persones, quan es rescaten, truquen als seus amics per dir-los que hi ha vaixells de la UE a només 20 milles de les aigües líbies per salvar-los".
Al juliol de 2017, un informe de la Cambra dels Lords afirmava que la missió havia estat un fracàs, ja que no havia aconseguit ni reduir les morts al mar ni interrompre la xarxa de contraban.